# That's All Right (альбом Снукса Ігліна)
That's All Right — студійний альбом американського блюзового музиканта Блайнд Снукса Ігліна, випущений у 1962 році лейблом Bluesville.

## Опис
Записаний у час, коли Іглін поєднував у собі блюз/фолк-співака і комерційного ритм-енд-блюзового артиста (для лейблу Imperial). Тут він звертається до свого акустичного фольк-блюзового репертуару, виконуючи усі пісні сольно на шести- та дванадцятиструнній гітарах. Втім цей альбом є теплим акустичним блюзом з інтерпретаціями традиційних композицій раннього блюзу Роберта Джонсона, та нещодавніх ритм-енд-блюзових хітів Рея Чарльза, Артура Крудапа та Еймоса Мілберна.

## Список композицій
1. «Mama Don't You Tear My Clothes» (народна) — 1:54
2. «Mailman Passed» (народна) — 2:34
3. «I'm a Country Boy» (народна) — 2:24
4. «I Got a Woman» (Рей Чарльз) — 3:07
5. «Alberta» (Снукс Іглін) — 2:37
6. «Brown Skinned Woman» (народна) — 3:37
7. «Don't You Lie to Me» (Гадсон Віттакер) — 2:07
8. «That's All Right» (Артур Крудап) — 2:07
9. «Well, I Had My Fun (Goin' Down Slow)» (Джеймс Оден) — 3:50
10. «Bottle up and Go» (Томмі Маккленнан) — 2:47
11. «The Walkin' Blues» (Роберт Джонсон) — 3:10
12. «One More Drink» (Еймос Мілберн) — 2:43
13. «Fly Right Baby» (Лонні Джонсон) — 3:51

## Учасники запису
- Блайнд Снукс Іглін — вокал, гітара [6-ти та 12-струнна гітари]

Технічний персонал
- Кеннет С. Голдстайн — продюсер
- Гаррі Остер — інженер звукозапису, текст, фотографія
- Дон Шліттен — дизайн